# Diogo Dias Melgás
Diogo Dias Melgás (ou Melgaz), (n. Cuba, Portugal, 11 de Abril de 1638 - m. Évora, 10 de Março de 1700) foi um compositor português de polifonia.

## Biografia
Diogo Dias Melgás (ou Melgáz) (n. Cuba, Alentejo, 11 de Abril de 1638; m. Évora, 10 de Março de 1700).
Foi cantor do coro no Colégio do Claústro em Évora em 1646. Trabalhou na Sé Catedral de Évora, onde permaneceu o resto de sua vida, sendo aluno de Manuel Rebelo (compositor), e mantêm-se como mestre de capela por 30 anos. Morreu cego e extremamente pobre a 3 fevereiro 1700. Foi o último dos grandes mestres da polifonia Portuguesa que floresceu em Évora, na segunda metade do século XVI. 
Uma grande parte do trabalho da Melgás está perdido. Os sobreviventes obras - missas, motets, graduals - são mantidos nos arquivos das catedrais de Évora e de Lisboa, e foram publicados em notação moderna pelo cónego José Augusto Alegria.

## Obras Musicais
- 2 missas feriais,
- 16 motets,
- 3 conjuntos de Passionários, (P-EVc; 3 motetos ed. J. E. dos Santos, A polifonia clássica portuguesa, Lisboa, 1937)[2]
- Salve regina, 4vv, (Lf),
- 4 villancicos, (Biblioteca Pública de Évora CL1/1–2);
- Villancicos de Natal,
- Festas de N.ª Senhora e Festas de Santos, segundo a Biblioteca Lusitana.[3].

## Edições Musicais (Partituras)
- Alegria, José Augusto (1969), Seis Motetos e uma Missa Ferial, Lisboa, Sassetti.
- Alegria, José Augusto (1978), Opera Omnia, Portugaliae Musica, vol. XXXII, Lisboa, Fundação Calouste Gulbenkian.
- Ribeiro, Mário de Sampaio (1955), 9 Motetos da Quaresma, Lisboa, Sassetti.

## Gravações
- 1994, Música do Renascimento Português, Pro Cantione Antiqua, Hyperion CDA66715
  - inclui 14 obras por Melgás
- 2004, A Idade de Ouro da Música Português, The Sixteen, CORO COR16020
  - inclui 3 obras por Melgás
- 2008, The Golden Age, The King's Singers, Signum Classics
  - inclui 2 obras por Melgás